# Marie-Anne Mancini
Marie-Anne Mancini (Roma del 1649 - Clichy, París, 20 de juny del 1714) pertanyent a la famosa família Mancini i fou duquessa de Bouillon.
El mateix que les seves germanes, passà també de molt jove a la capital del Regne de França, i la seva educació fou encomanada a la senyora de Venelle. Dotada de molt enginy, aviat fou la nena mimada de la reina i de la cort; el seu mateix oncle restà pres de la seva vivesa i enginy. El febrer de 1662 va contraure matrimoni amb el duc de Bouillon, Godofreu Maurici de La Tour d'Auvergne. El mateix que la seva germana Marie se la complicà en la cèlebre affaire des poisons, i va romandre desterrada a Nerac (Aquitània) (1680), però en sortí exculpada.
Degut als seus galantejos, fou tancada en el convent Montreuil, a instàncies del seu espòs. Restà a Anglaterra una temporada, en ocasió d'una visita que va fer a la seva germana Hortense (1687) i més tard viatge per Itàlia, retornant el 1703 a París, on fou víctima d'una mort sobtada.
El nom d'aquesta neboda del Mazzarino figurarà entre les protectores de les lletres; procurà envoltar-se sempre de literats, i ella fou la que incità a La Fontaine a compondre les seves faules, sent ensems la inspiradora d'algunes d'elles. Amb Jean Racine no hi tingué tan bones relacions, a causa, segons es va dir, d'haver preferit al Phédré d'aquest una obra del poeta Pradon.
Va formar part d'una elit de dones cultes franceses que componien versos en llatí, entre les quals destaquen la filòsofa i poetessa Louise-Anastasia Serment, la marquesa de Sévigné, madame de la Fayette, la princesa Maria Anna Victòria de Baviera (la Grande Dauphine), Elisabeth de Rochechouart, abadessa de Fontevrault, mademoiselle du Pré, i la pintora Élisabeth-Sophie Chéron, entre d'altres.